# Zoran Hočevar
Zoran Hočevar (* 21. Dezember 1944 in Metlika, Slowenien) ist ein slowenischer Schriftsteller, Dramatiker, Drehbuchautor und Maler.

## Leben und Werk
Zoran Hočevar studierte an den Akademien der bildenden Künste in Belgrad und Ljubljana und war bis 1990 vor allem als Maler tätig. Sein Debüt als Dramatiker, das Stück Potepuhi (Die Vagabunden) ging 1976 unter dem Pseudonym Jure Obrški im Theater Glej in Ljubljana über die Bühne. Nach 1990 widmete er sich dem Schreiben und wurde rasch zu einem anerkannten Schriftsteller und Dramatiker. Schon der Kurzroman Porkasvet (1995, in etwa: Scheißwelt) – welcher zusammen mit den Kurzromanen Za znoret (1999, Zum Durchdrehen) und Rožencvet (2004, Rosenblümchen) eine Trilogie bildet – machte durch die ironische, humorvolle und mit Slangausdrücken gespickte Erzählung über einen Antihelden auf sich aufmerksam. Sein allererster Roman Šolen z brega (erschienen 1997, dt. Herr Schühlein von Breg, 2002), den der Autor nach eigener Aussage kurz nach der Unabhängigkeitserklärung Sloweniens geschrieben, dafür aber fünf Jahre lang keinen Verlag gefunden hatte – wurde mit dem begehrten Kresnik-Preis prämiert. Für sein Stück ‘m te ubu! (Ich bring dich um!) erhielt Hočevar den Grum-Preis 2001. Sein Theaterstück Pejd mal vn (Geh kurz raus) wurde 2007 für den Grum-Preis nominiert. Eine dramatisierte Fassung des Romans Za znoret wurde 2008 am Slovensko gledališče Koper inszeniert. Mit dem Roman Ernijeva kuhna (Ernis Küche) schaffte es Hočevar 2011 erneut auf die Shortlist für den Kresnik-Preis.
Herr Schühlein von Breg ist die mit Ironie und Humor geschriebene Erzählung über einen eigenbrötlerischen Laibacher Privatier in reiferem Alter, der keine Veränderungen mag und seine Verwandtschaft nicht leiden kann. Durch Ereignisse in seinem engeren Umfeld wird er aber dennoch angestoßen, sich zu bewegen und sich am Ende sogar noch einmal zu verlieben. Der Roman spielt in den Monaten zwischen dem Referendum um die slowenische Unabhängigkeit und der Souveränitätserklärung am 26. Juni 1991 und kann durchaus auch als allegorische „Satire auf das Werben des kleinen Slowenien um die Gunst der Dame Europa“ gelesen werden.

## Publikationen

### Romane
- Porkasvet. Ljubljana: DZS 1995.
- Šolen z Brega. Ljubljana: Založba /*cf. 1997. Auf Deutsch: Herr Schühlein von Breg. Aus dem Slowenischen übersetzt von Erwin Köstler. Klagenfurt/Celovec: Drava 2002.
- Za znoret. Ljubljana: DZS 1999.
- Rožencvet. Ljubljana: Založba /*cf. 2004.
- Ernijeva kuhna. Ljubljana: Založba /*cf. 2010.
- Prva liga. Maribor: Litera 2013.
- Tole zdaj. Ljubljana: Modrijan 2018.
- Čeprav seveda. Ljubljana: Modrijan 2019.

### Stücke
- Smejči. SLG Celje 1995.
- Mož za Zofijo. SLG Celje 1998.
- M' te ubu. PDG Nova Gorica 2001/2002. Gledališki list 47/6 (2001/2002), 14-49.
- Pejd mal vn. In: Sodobnost 71/7-8 (jul.-avg. 2007), 1059-1123.

### Essays
- Die Hauptstadt. The Capital. Aus dem Slowenischen von Erwin Köstler. In: Marco de Michelis, Peter Pakesch (Hg.): M Stadt. Europäische Stadtlandschaften. M City. European Cityscapes. Katalog zur gleichnamigen Ausstellung im Kunsthaus Graz 1. Oktober 2005 – 8. Januar 2006. Köln: Walther König 2005, S. 142–166.